# Elysium (álbum demo)
Elysium es un álbum de coleccionista que contiene los demos de todo Elysium con 2 bonus tracks en vinilo es un disco de power metal de Stratovarius. Fue publicado el 12 de enero de 2011 por Victor Entertainment (Japón) y el 14 de enero de 2011 por Edel Music. 

## Listado de canciones
1. "Darkest Hours" -         4:28
2. "Under Flaming Skies" -       4:12
3. "Infernal Maze" -             6:20
4. "Fairness Justified" -        4:21
5. "The Game Never Ends" -       3:53
6. "Lifetime in a Moment" -      6:00
7. "Move the Mountain" -         5:24
8. "Event Horizon" -             4:00
9. "Elysium"  -                 18:51
10. "Hallowed"   (Bonus Track) -  5:57
11. "Last Shore" (Bonus Track) -  5:51

## Formación
- Timo Kotipelto – voz
- Matias Kupiainen – guitarras, producción
- Jens Johansson – teclados
- Jörg Michael – baterías y percusión
- Lauri Porra – bajo
- Mikko Karmila – mezclas

## Compositores
- Timo Kotipelto
- Jens Johansson
- Lauri Porra
- Matias Kupiainen